# شوخوتی
شوخوتی (به گرجی : შუხუთი ) یک منطقه مسکونی در نزدیکی شهر لانچخوتی در ناحیه گوریا و در کشور گرجستان است. این منطقه دارای معادن سنگ آهک است که برای ساخت آهک استفاده می‌شود.